# Karmel St. Joseph in Köln

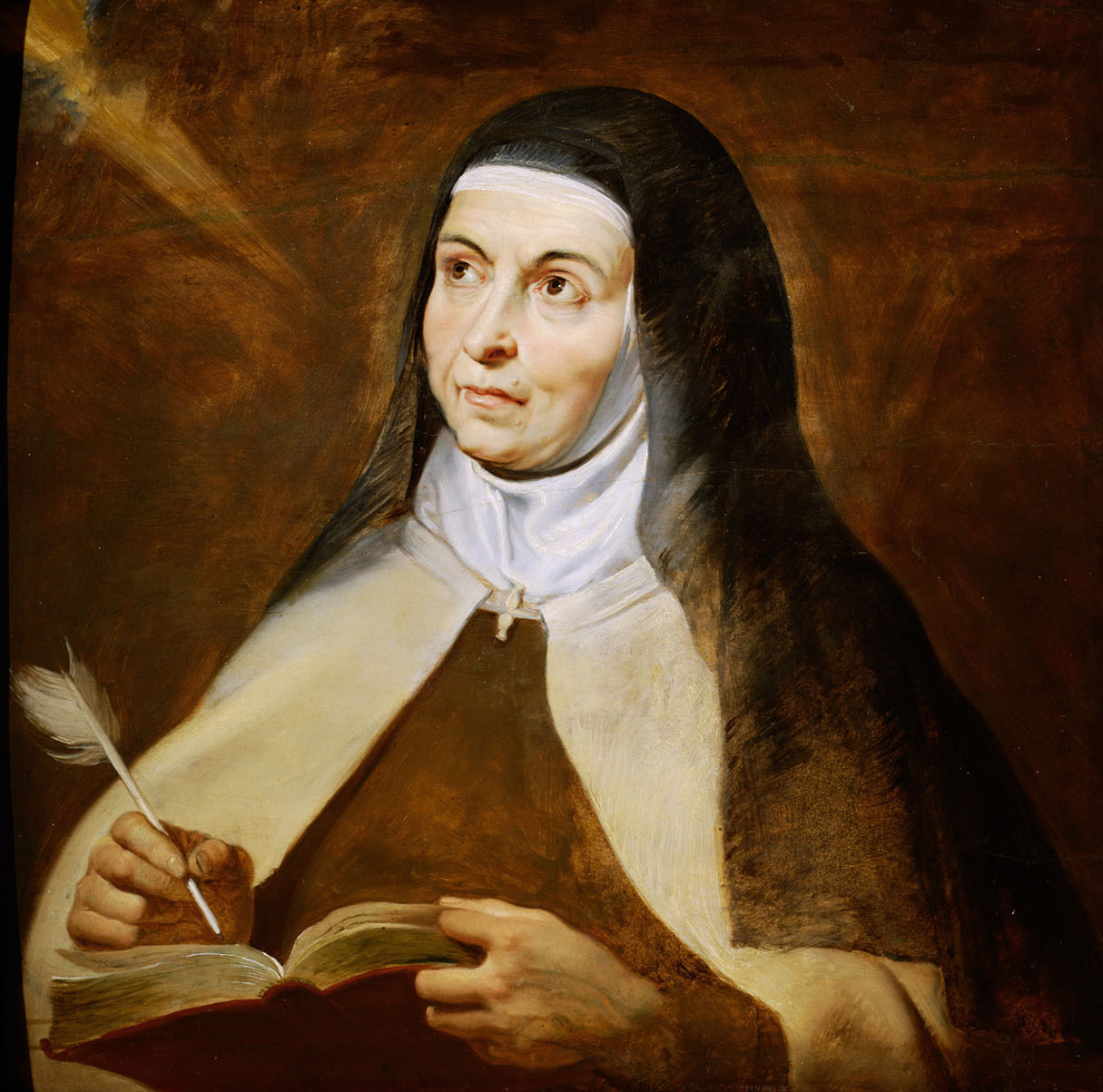
Teresa von Ávila (Peter Paul Rubens)

Der in den 1850er Jahren gegründete Karmel St. Joseph in Köln war eine Tochtergründung des 1639 erstmals in Köln errichteten und 1802 aufgehobenen Karmels Maria vom Frieden in der Schnurgasse. Der neue Konvent hatte jedoch nur bis in das Jahr 1875 Bestand.

## Geschichte
Nach Übernahme der Kölner Verwaltung im Jahr 1794 durch die französischen Revolutionstruppen wurde das erste Kloster der Karmelitinnen, wie die meisten Konvente der Stadt, aufgelöst und deren Besitz säkularisiert. Wertvolle Archivalien und die alte Bibliothek des seit 1639 in der Stadt ansässigen Frauenordens wurden konfisziert.
Die Schwestern des ehemaligen Karmels St. Maria vom Frieden in der Kölner Südstadt waren geflohen oder lebten im Verborgenen.

### Neugründung

Klosterkapelle St. Joseph um 1897 (links vom alten Stadtarchiv)

Die ab 1830 aus der Kölner Bürgerschaft heraus begonnenen Bemühungen, eine Genehmigung zur erneuten Niederlassung des Ordens zu erhalten, waren erst im Jahr 1850 erfolgreich. Die ersten, dann aus einem Lütticher Konvent nach Köln beorderten drei Schwestern waren der Grundstock des Wiederauflebens eines Kölner Karmels. Die kleine Gruppe der Schwestern wuchs schnell zu einer größeren Anzahl heran und wurde zu einer Kommunität von vierzehn Klausurschwestern, zwei Klausurnovizinnen und drei Außenschwestern. Diese wählten aus ihrer Mitte Sr. Josepha Herbertz zu ihrer ersten Priorin. Sie bezogen ein Anwesen in der Dechanei von St. Kunibert in der nördlichen Kölner Innenstadt und unterstellten den Karmel dem Patrozinium der unbefleckten Empfängnis.
Von diesem ersten Domizil aus erwarben die Schwestern 1851 ein Haus und ein anliegendes Grundstück am Gereonskloster, westlich hinter der Kirche St. Gereon. Der Umzug in das dort entstehende Kloster dauerte jedoch noch bis zum Jahr 1853, dann konnte die Gemeinschaft in die von dem Kölner Architekten Vincenz Statz errichteten Bauten einziehen. Der neu errichtete Karmel wurde unter das Patrozinium des Hl. Josef gestellt.
1856 wurde Sr. Franziska zur Priorin gewählt. Sie hatte sich als Kölner Bürgerin maßgeblich für die Erlaubnis zur Neugründung eingesetzt und trat später in den Orden ein. Sie initiierte wohl auch die Errichtung einer dem Hl. Josef gewidmeten Kapelle, die im Jahr 1863 konsekriert wurde.

#### Kapelle St. Joseph

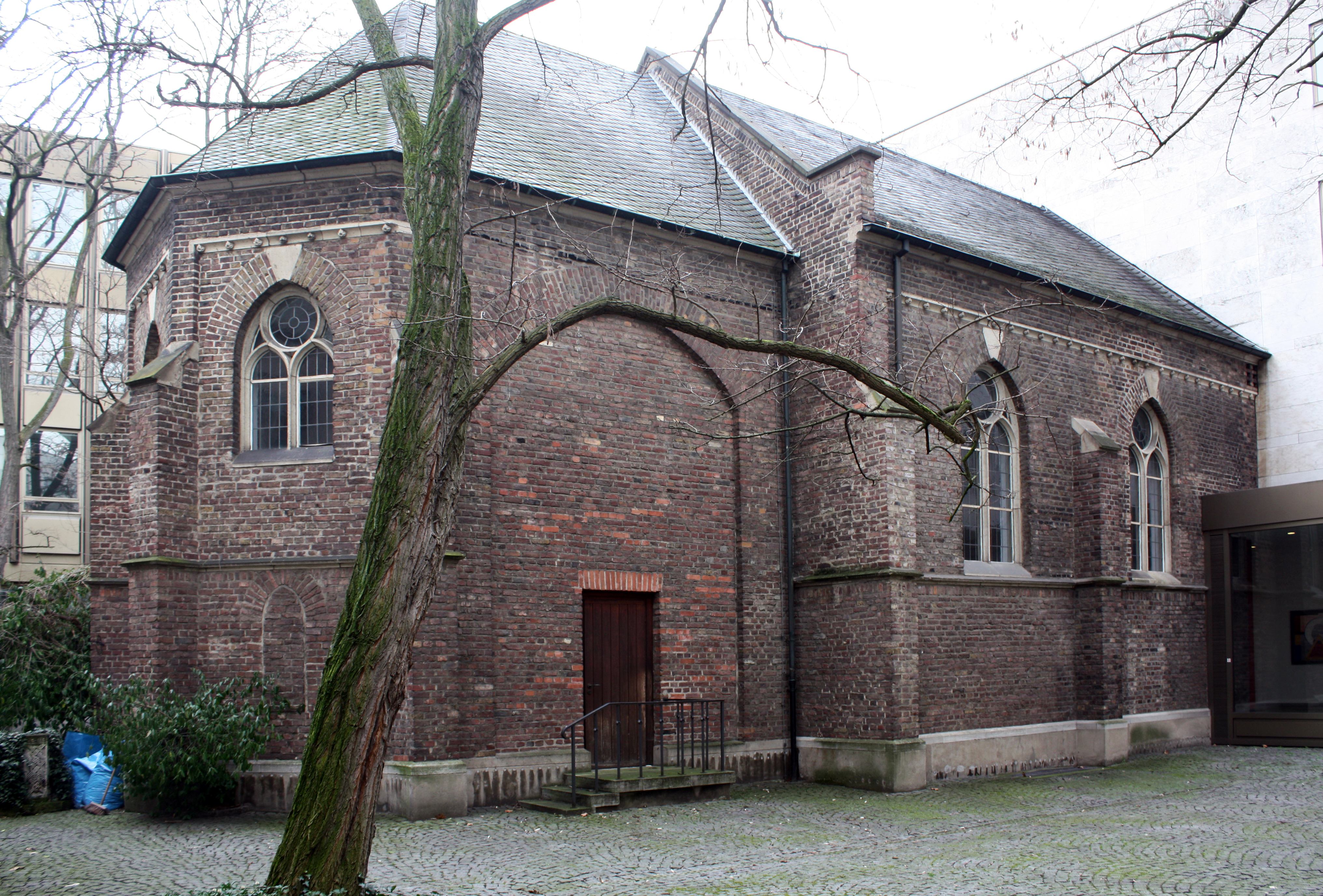
Südseite
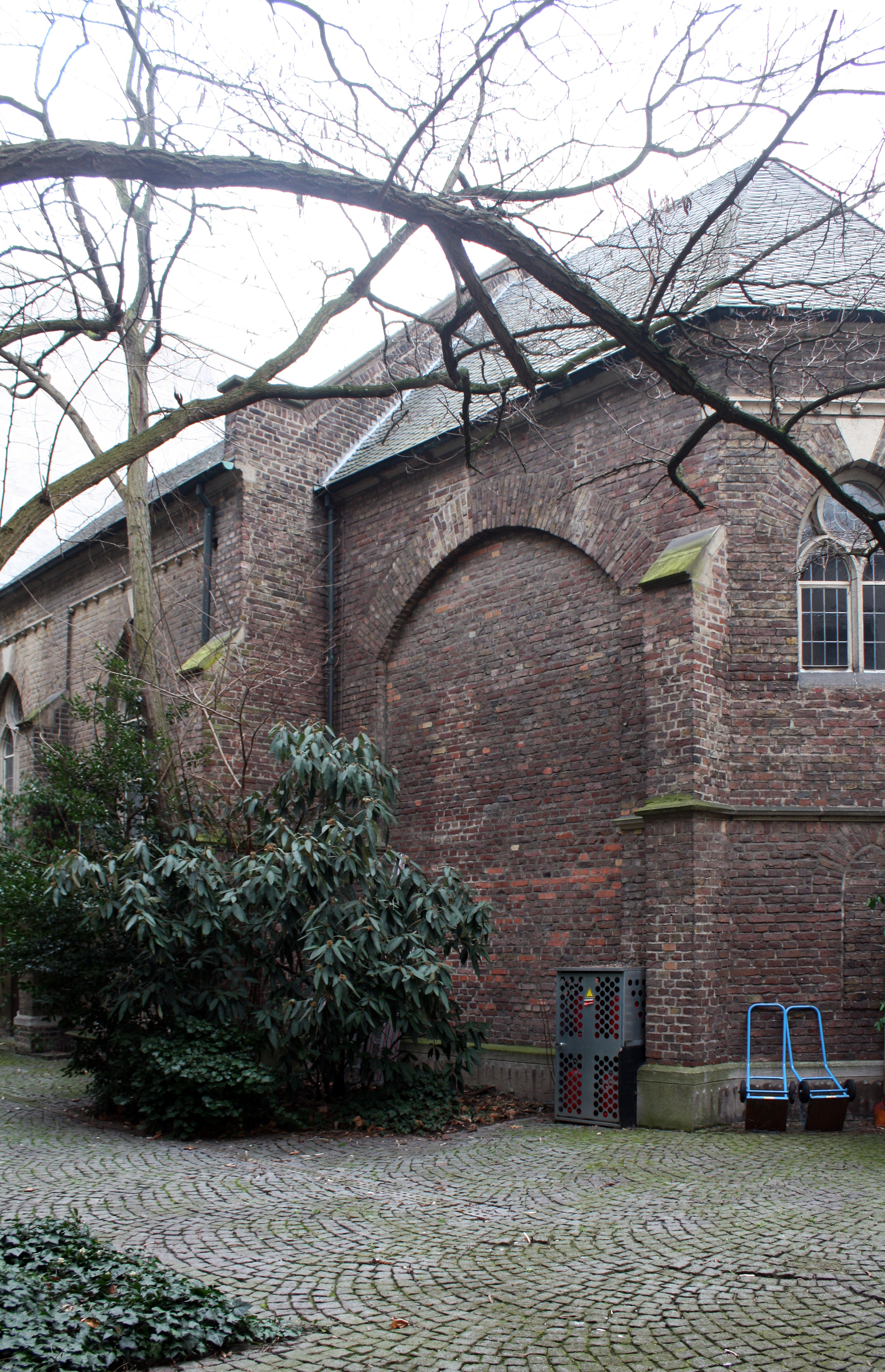
Nord-Ost-Seite
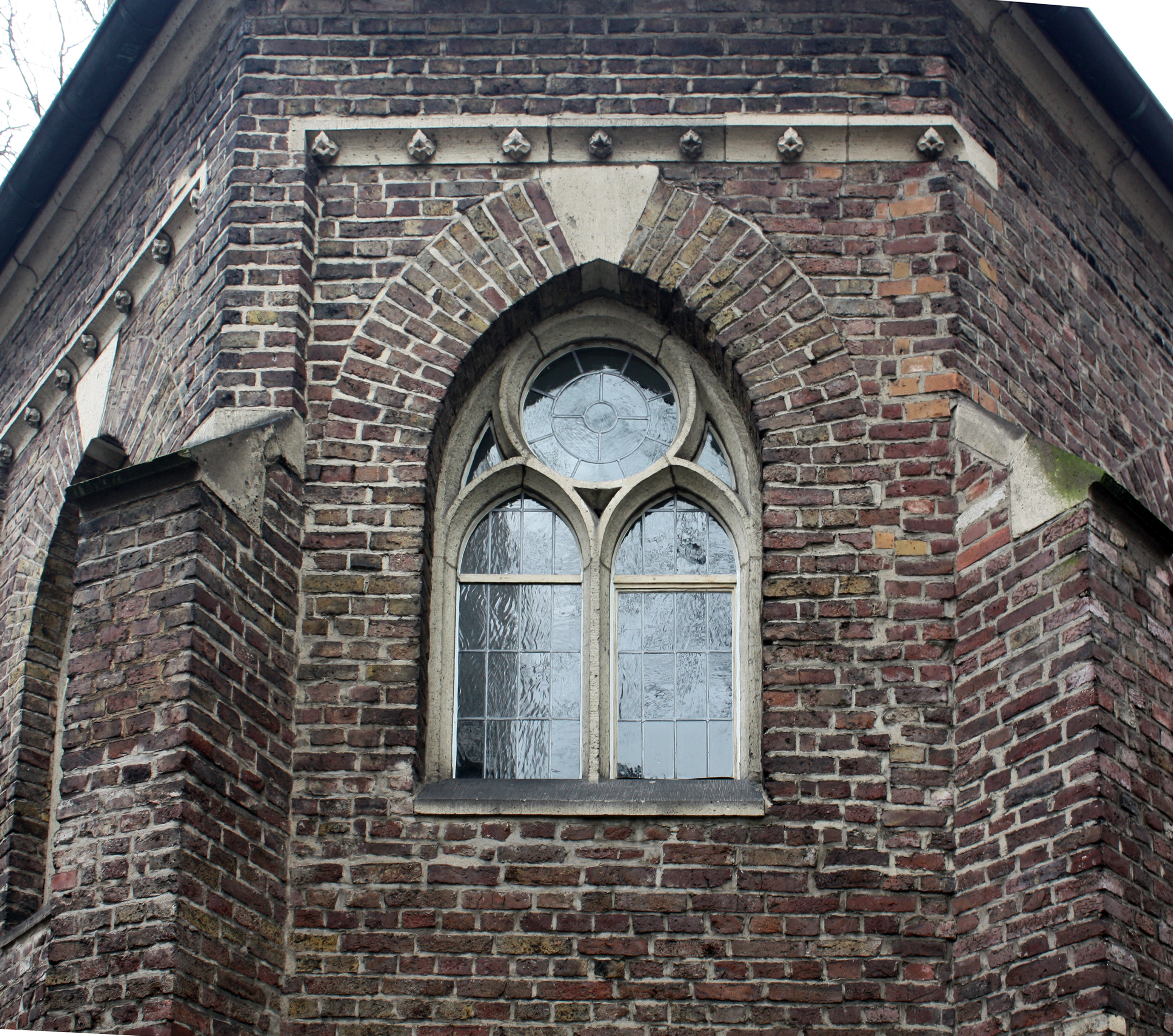
Verzierungen und Maßwerk

Die Klosterkirche wurde aus rotbraunem Backstein in neugotischem Stil errichtet. Die in Ost-West-Richtung erbaute Kapelle erhielt zur Ostseite eine rechteckige Frontfassade. In dieser befand sich im oberen Drittel ein Staffelgiebel, der zur Spitze mit einem ihm aufgesetzten Kreuz endete. Das Bauwerk erhielt über seinem relativ kurzen Schiff ein Satteldach, das sich abgestuft über dem Chor fortsetzte. Den Druck der gewölbten Kirchendecke fingen Strebepfeiler ab, die an der Chorseite aufgrund der geringeren Höhe entsprechend kleiner waren. In den Zwischenräumen der Pfeiler an den Langseiten und an der Chorseite, wurden mit Maßwerk versehene Rundbogenfenster eingebaut. Pfeilerabdeckungen, Fenster und teilweise umlaufendes Gesims aus Tuffstein schmückten den schlichten Bau.

### Ende des Karmels St. Joseph
Schon wenige Jahre nach der Konsekration der Kirche zeichnete sich für den Kölner Karmel das Ende ab. Aufgrund der vielen, gegen die Belange der katholischen Kirche gerichteten Maßnahmen (u. a. die Maigesetze während des Kulturkampfes) der preußischen Regierung (bis 1877 wurden im Erzbistum Köln 74 Ordensniederlassungen aufgehoben), gingen die Schwestern nach Echt bei Roermond.
In Echt wurde mit einem Neubau begonnen, der zum Teil durch den Verkauf des Klosters in Köln finanziert werden konnte. Die Anlage am Gereonskloster wurde zu einem Mädchenheim umgewandelt. Es wurde durch die schon 1854 gegründete Stiftung des Pfarrers Jakob van Gils unterhalten und von den Vinzentinerinnen aus Nippes geführt. In der St.-Joseph-Kapelle fanden jedoch weiterhin Gottesdienste statt.
Erst im Jahr 1896 kehrten einige Karmelitinnen zurück, um in dem neuen Vorort Köln-Lindenthal an der Dürener Straße den Karmel Maria vom Frieden zu errichten.

#### Ehemalige Kapelle Gereonskloster

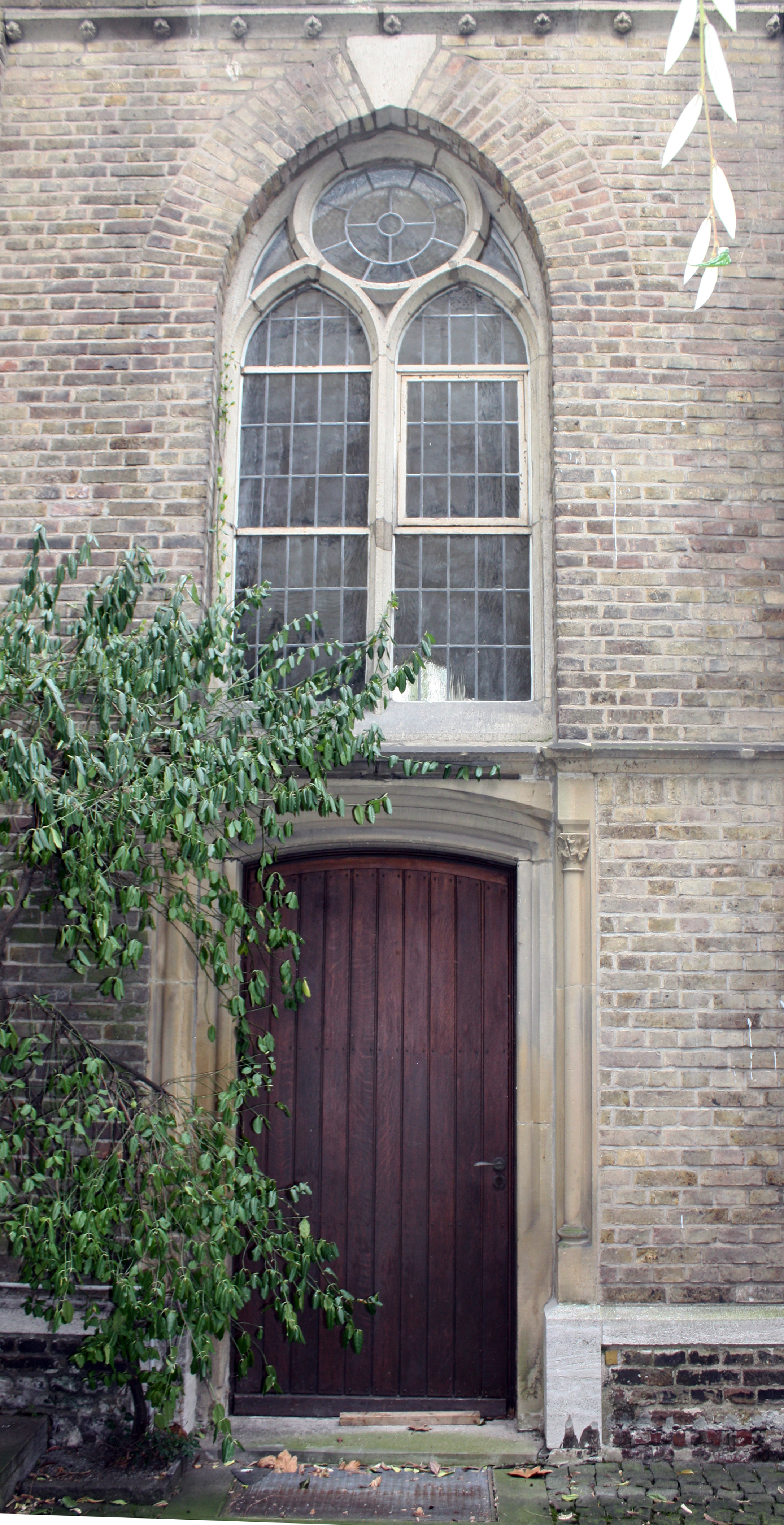
Nordpforte zum Innenhof
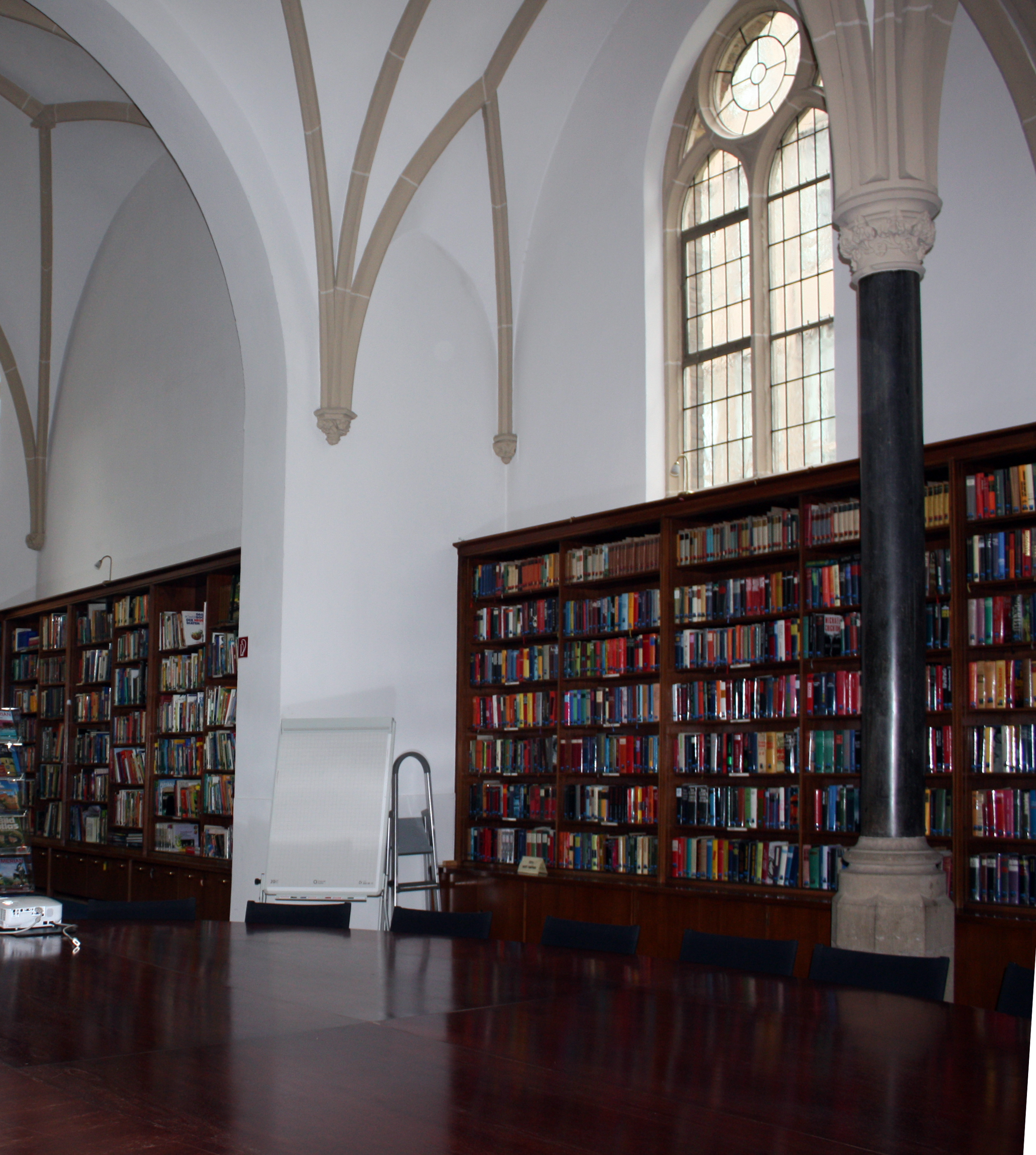
Heutige Bibliothek
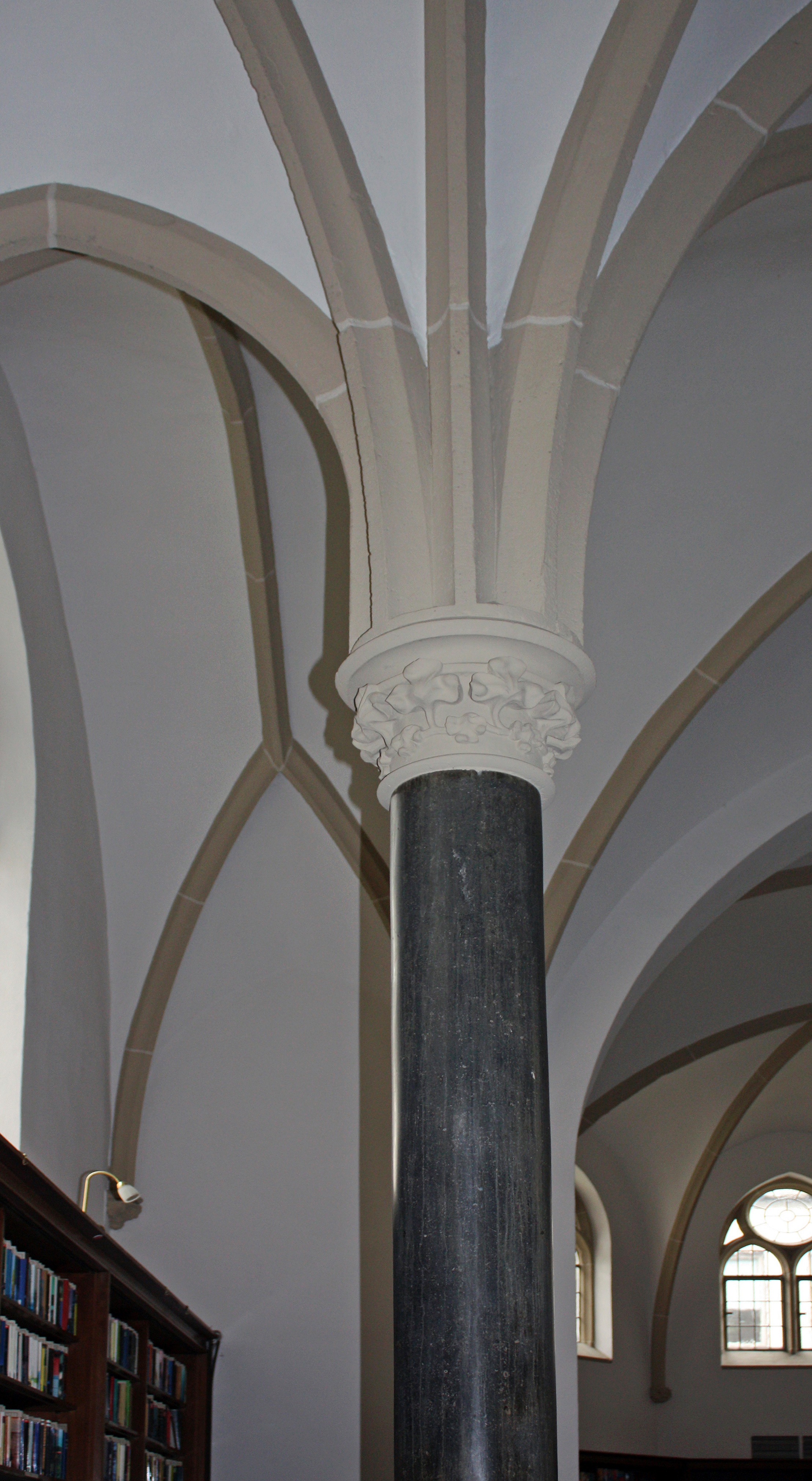
Gewölbedetail
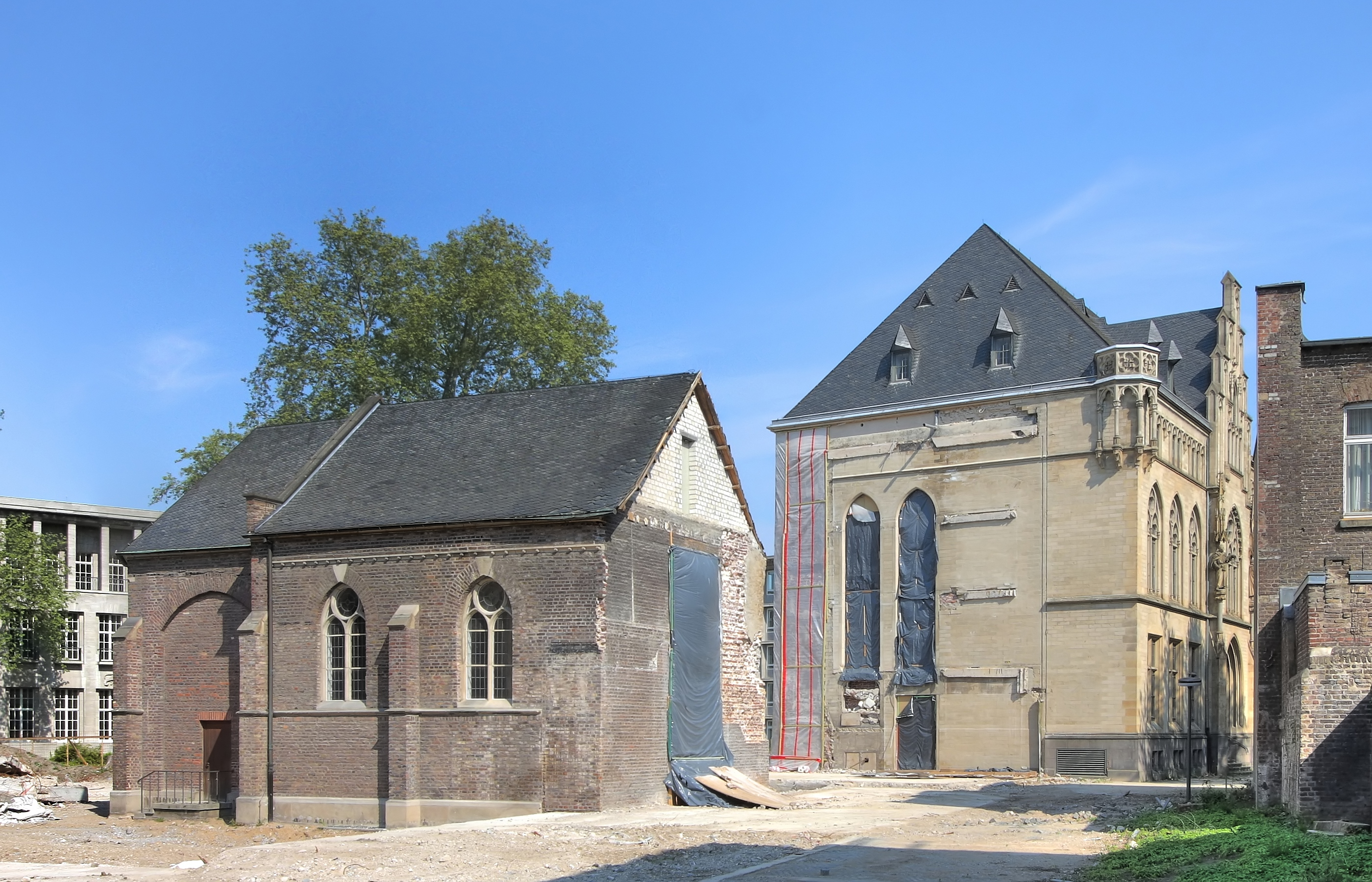
April 2011: Die vorher die Kapelle umgebenden Gebäude sind abgerissen.

Die ohne die ehemalige Fassadenfront als Rumpf erhaltene Kapelle wurde in die Baulichkeiten der vormaligen Konzernzentrale der Gerling-Versicherung (heute Talanx) im Friesenviertel integriert. Der Gebäudekomplex wurde ab 1945 maßgeblich durch den Bildhauer und Architekten Arno Breker gestaltet. Das Innere der umbauten Kapelle, die an drei Seiten von einem gepflasterten Innenhof umgeben wird, betrat man vom Foyer eines Seitentraktes am Gereonskloster. Es ist ein gewölbtes Kirchenschiff mit einem ebenfalls gewölbten Chor mit 5/8-Schluss. Die ockerfarbigen Gewölberippen ruhen im Chorbereich auf seitliche Konsolen der weißen Wände, im Schiff bündeln sie sich zusätzlich auf den Kapitellen von zwei dunklen, aus Marmor gefertigten Säulen. Die Kapelle ist in restauriertem, guten Zustand, und diente als Bibliothek sowie als Ort gelegentlicher Konferenzen. Diesen Zwecken war ein den Raum dominierender, ovaler Tisch aus edlem Holz angepasst, der vom Eingang bis an die Chornische reichte. Eine entsprechende Bestuhlung bot etwa zwei Dutzend Personen Platz. Alle Seitenwände waren, gefüllt mit umfangreichem Buchbestand, durch bis unter die Fenster reichende Regalschränke bestanden.
Nachdem die Versicherung in die Rheinhallen umgezogen waren, wurde das gesamte Gerling-Quartier einer neuen Nutzung zugeführt. Der historische Kapellenbau des Karmels St. Joseph wird heute als Galerie für zeitgenössische Fotografie genutzt.